# Ростовський військовий інститут ракетних військ
Росто́вський військо́вий інститу́т раке́тних військ і́мені головно́го ма́ршала артиле́рії М. І. Недє́ліна (рос. Ростовский военный институт ракетных войск имени главного маршала артиллерии М. И. Неделина) — військовий навчальний заклад Міністерства оборони Російської Федерації у місті Ростов-на-Дону. Готував військових спеціалістів для ракетних військ стратегічного призначення Росії. Станом на липень 2011 року закритий у зв'язку із загальною реформою вищої освіти.

## Історія
На виконання постанови Ради міністрів СРСР від 19 вересня 1951 року й наказу Військового міністра СРСР від 10 жовтня 1951 року на території Ростовського артилерійського училища було створене Ростовське вище артилерійське інженерне училище з чотирирічним терміном навчання. Училище готувало військових інженерів для інженерних бригад Резерву Верховного Головнокомандування і ракетних частин ППО СРСР та підпорядковувалося командувачу артилерією Радянської Армії.
Зі створенням у 1959 році ракетних військ стратегічного призначення (РВСП) училище увійшло до їх складу.
У жовтні 1961 року училищу присвоєне ім'я першого головнокомандувача РВСП головного маршала артилерії М. І. Недєліна.
У подальшому училище неодноразово змінювало свою назву:
- з вересня 1962 року — Ростовське вище командно-інженерне училище імені головного маршала артилерії М. І. Недєліна;
- з квітня 1972 року — Ростовське вище військове училище імені головного маршала артилерії М. І. Недєліна;
- з травня 1973 року — Ростовське вище військове командне училище імені головного маршала артилерії М. І. Недєліна;
- з березня 1981 року — Ростовське вище військове командно-інженерне училище імені головного маршала артилерії М. І. Недєліна;
- з червня 1983 року — Ростовське вище військове командно-інженерне училище ракетних військ імені головного маршала артилерії М. І. Недєліна.

На підставі постанови Уряду Російської Федерації від 29 серпня 1998 року № 1009 і наказу Міністра оборони Російської Федерації від 16 вересня 1998 року № 417 училище перетворене на Ростовський військовий інститут ракетних військ з приєднанням до нього як філії Ставропольського вищого військового інженерного училища зв'язку імені 60-річчя Великого Жовтня.
За роки існування підготовлено загальною кількістю понад 20 тисяч офіцерів-ракетників, інженерів і політпрацівників. Понад 90 випускників ВНЗ стали генералами.

## Начальники
- 1951–1954 — Пирський Іван Михайлович, генерал-лейтенант артилерії;
- 1954–1956 — Тверецький Олександр Федорович, гвардії генерал-майор артилерії;
- 1956–1959 — Тонких Федір Петрович, полковник, генерал-майор артилерії;
- 1959–1967 — Шарков Борис Миколайович, полковник, генерал-майор інженерно-технічної служби;
- 1967–1971 — Зайцев Микола Кузьмич, генерал-майор;
- 1971–1975 — Акимов Борис Антонович, генерал-майор;
- 1975–1982 — Шабельник Іван Михайлович, генерал-майор, генерал-лейтенант;
- 1982–1988 — Рибалко Петро Петрович, генерал-майор;
- 1988–1996 — Новіков Володимир Іванович, генерал-майор;
- 1996–2003 — Гордеєв Юрій Олександрович, генерал-майор;
- 2003–2011 — Солохін Сергій Петрович, генерал-майор.